# Malafon
Il Malafon - MArine LAtécoère FONd - era un missile ASW francese. sviluppato dall'ECAN Saint-Tropez e dal groupe Latécoère, uno dei primissimi sviluppati per questo compito. Le sue origini possono essere forse ricercate addirittura nei progetti tedeschi, studiati nell'ultima guerra, per siluri aerolanciati a gittata prolungata, da usarsi con apposite alette plananti per attacchi antinave. In questo caso si è trattato di lanciare da navi e quindi era necessario aggiungere un tipo di propulsione per lanciare l'arma e portarla sul bersaglio.

## Storia
Esso venne sviluppato negli anni cinquanta dalla S.I.A.L., che dal 1956 al 1959 eseguì 21 lanci sperimentali relativi alla sola componente missilistica. Il sistema completo venne provato in mare dal 1962. La nuova serie di lanci ebbe luogo entro il 1964 con altri 20 test effettuati. Alla fine, nel 1965, il sistema missilistico Malafon venne omologato per il servizio operativo.

## Missile
La struttura del missile era simile a quella di un piccolo aeroplano, con una coda doppia e ali dritte, con 2 fuochi pirotecnici alle estremità. Il sistema propulsivo era dato da 2 razzi a propellente solido, sistemati in coda. Il siluro, di cui si è accennato, era a prua, integrato con la struttura.
Il sistema di guida era radiocomandato. Esso consentiva di controllare il volo dell'arma per portarla nella traiettoria voluta. Dal momento che i razzi si esaurivano presto, il missile per quasi tutto il percorso era in volo planato, con una progressiva perdita di velocità. Questo fatto, poco importante nella lotta ASW, poteva essere un problema quando si trattava di ingaggiare unità navali di superficie, dotate di capacità antiaeree apprezzabili.
Si trattava infatti di un sistema duale, antisommergibile ma anche antinave, sia pure come capacità secondaria. L'arma aveva una gittata di 13 km, paragonabile sia a quella di un cannone di medio calibro, che alla tipica portata di un sonar a scafo dell'epoca.

### Il siluro
Il carico era dato da un siluro antisommergibile, che nonostante fosse di tipo 'leggero', è più esatto dire in realtà che fosse "alleggerito" o 'accorciato'. Esso era del calibro standard francese, 550 mm, paragonabile al 533 mm tipico dei siluri pesanti.
Il tipo era l'L4 mod.3, che nonostante il calibro aveva un peso di appena 550 kg, quando il normale era di 1200-1500 kg. Ma il Malafon era talmente leggero che il suo peso in totale era paragonabile a quello di un siluro pesante normale, come anche le dimensioni complessive (eccetto l'apertura alare). Il siluro L4 era pensato per essere usato da aerei, elicotteri e missili, e benché mantenesse un elevato calibro per avere un sonar attivo ragionevolmente efficace (con portata di circa 600 m) in base alle tecnologie nazionali disponibili, esso aveva una lunghezza di poco superiore ai 3 m, ovvero meno di 6 calibri e circa la metà di quella di un siluro normale pari calibro. Le armi leggere americane da 13,5 pollici (324 mm) erano lunghe 2,7 m, il 90% del siluro da 21,5 pollici francese.
Lo sgancio avveniva a 800 m dalla posizione stimata del bersaglio, poi il siluro scendeva con un paracadute e cercava il sottomarino con il suo sonar attivo, seguendo una traiettoria a spirale per la ricerca sui 360 gradi, tipica programmazione per le armi di quella generazione. Infine, agganciato il bersaglio lo attaccava alla massima velocità (NB. ammesso che avesse una velocità di ricerca e una di attacco). L'L4 aveva una massa più che doppia rispetto ai tipi leggeri occidentali, con una testata pesante 3 volte tanto, per cui non vi erano problemi con la capacità distruttiva, ma questo andava a sacrificio della sezione batterie, molto accorciata rispetto all'usuale, quindi con una potenza propulsiva mediocre (30 nodi e 5,5 km), paragonabile a quella di un siluro da 324 mm. Mk 44 e molto minore di quella (45nodi e 11 km) dell'Mk 46. L'L4 non era molto adatto per ingaggiare sottomarini naviganti ad oltre 20 nodi di velocità, assai tipiche di un SSN in mare aperto, e la quota operativa non eccedeva i 300 m. Detto in altri termini, avessero i francesi adottato i siluri americani avrebbero potuto ottenere prestazioni di ingaggio uguali o maggiori con una massa molto inferiore.
Per il ruolo secondario antinave, la semplicità del Malafon consentiva di utilizzare con facilità l'arma, semplicemente radiocomandandola (venendo osservata in base alle tracce luminose che lasciava con i suoi bengala alari) verso la nave bersaglio, un poco come i missili aria-terra Hs 293, altra arma che i francesi presero forse in considerazione nella sua progettazione.
Malgrado la vulnerabilità alle contromisure e all'antiaerea, il missile aveva una testata di guerra (quella del siluro) da 104 kg, che era molto più pesante di quella di un siluro leggero, e più che sufficiente per mettere in pericolo una nave da guerra con un colpo solo. In un'epoca in cui i missili antinave specializzati ancora quasi non esistevano, questa capacità duale era molto importante, e forse ciò spiega come mai sia stato scelto un siluro tanto grosso come carico utile per il Malafon.

## Operatività
La dotazione tipica, sufficiente per ogni esigenza pratica, era di una rampa singola (con attrezzature sistemate a lato) e 13 missili in deposito, come nel caso di diversi cacciatorpediniere missilistici della Marine nationale: le 5 unita ASW della classe T 47, la La Galissonnière, le due unità della Suffren, l'Aconit e le 3 unità della classe Tourville.
Il Malafon non è mai stato esportato, e nelle costruzioni navali degli ultimi decenni esso è stato rimpiazzato dalla presenza di efficienti elicotteri imbarcati, anche perché, pur essendo un sistema compatto, non lo era tanto da essere di impatto trascurabile nella progettazione della nave. Naturalmente gli elicotteri richiedono ancora più spazio, ma essi sono anche più flessibili nell'impiego operativo.
Il Malafon era un'arma specializzata, con la capacità di trasportare un siluro di grosso calibro malgrado il peso ridotto. Tra gli equivalenti vi erano l'SS-N-14 Silex, molto più complesso e pesante, anch'esso dual-role, e l'australiano Ikara, che avendo un siluro leggero Mk 44 o successivi, aveva sia una massa inferiore che una maggiore gittata. Altri missili della categoria sono l'ASROC, un razzo balistico con siluro leggero o testata nucleare di profondità, estremamente semplice, e il recente MILAS derivato dal missile OTOMAT antinave. Il primo ha una gittata inferiore ma è molto più compatto del Malafon, il secondo ha un siluro leggero e un turbogetto con una gittata elevata, come però anche il costo.
In effetti, se in altre categorie di armi, come i missili antinave, si è raggiunta una certa standardizzazione progettuale, nel settore missili antisommergibile ogni team di progettisti ha risolto in maniera originale il problema di recapitare una testata da guerra sull'obiettivo. Nel corso degli anni, la categoria si è praticamente estinta, un poco per la concorrenza degli elicotteri, un po' per la progressiva riduzione dell'importanza della lotta ASW dopo la fine della Guerra Fredda. Questo spiega come mai un sistema sofisticato come il MILAS, con il suo costo elevato, ha avuto una così lunga gestazione e con difficoltà di bilancio costanti, che hanno spinto la Francia ad uscire dal programma.
In pratica, il solo ASROC ha continuato ad essere largamente diffuso, principalmente per la sua semplicità che gli consente di essere integrato senza difficoltà su navi di oltre 1500t. di stazza, spesso su sistemi di lancio multiruolo.